# Język litewski
Język litewski (lit. lietuvių kalba) – język z grupy języków bałtyckich, którym posługuje się ok. 4 mln osób. Poza Litwą językiem tym posługują się Litwini zamieszkujący na zachodzie Białorusi i północno-wschodniej Polsce (Suwalszczyzna), a także w Rosji, Łotwie oraz emigranci w Stanach Zjednoczonych, Kanadzie, Australii, Niemczech. Jest językiem urzędowym Litwy.
Jako osobny język z zespołu wschodniobałtyckiego języków bałtyckich zaczął się rozwijać w VII wieku n.e. Jako język pisany zaczął funkcjonować dopiero w XVI wieku. Współczesna forma języka litewskiego ukształtowała się na przełomie XIX–XX wieku.
Język litewski jest bardzo interesujący dla językoznawców, gdyż podobnie jak język łotewski, zachował wiele archaicznych cech indoeuropejskich. Pewien wpływ na ten język wywarły języki sąsiadujących narodów słowiańskich: język polski, język białoruski i język rosyjski, aczkolwiek w pierwszej połowie XX w., po odzyskaniu niepodległości przez Litwę, można było zaobserwować tendencję do zastępowania slawizmów wyrazami rodzimymi.
Współczesny język litewski jest bardzo zróżnicowany pod względem dialektalnym mimo stosunkowo niewielkiej liczby jego użytkowników zajmujących niezbyt duże terytorium. Wyróżnia się dwa główne zespoły dialektów: żmudzki (žemaičių tarmė) i auksztocki (aukštaičių tarmė). Główne różnice między tymi dialektami sprowadzają się do zjawisk z zakresu wokalizmu. Dodatkowo w dialekcie auksztockim wyróżnia się trzy wielkie zespoły gwarowe: wschodni, południowy i zachodni; każdy z nich obejmuje liczne podgwary, niekiedy znacznie różniące się między sobą.
Litewski nie jest wzajemnie zrozumiały z językiem łotewskim. Różnice pomiędzy tymi dwoma językami są już znaczące nawet w warstwie podstawowych wyrazów.

## Fonologia

### Spółgłoski
|                    | wargowe | wargowe | zębowa | zębowa | zadziąsłowe | zadziąsłowe | podniebienne | podniebienne | miękkopodniebienne | miękkopodniebienne |
| ------------------ | ------- | ------- | ------ | ------ | ----------- | ----------- | ------------ | ------------ | ------------------ | ------------------ |
| nosowe             | m ʲ     | m ʲ     | n̪ nʲ   | n̪ nʲ   |             |             |              |              | ŋ ʲ                | ŋ ʲ                |
| zwarte             | p ʲ     | b ʲ     | t̪ tʲ   | d̪ dʲ   |             |             | kʲ           | ɡʲ           | k                  | ɡ                  |
| zwarto szczelinowe |         |         | t̪͡s̪ t͡sʲ | d̪͡z̪ d͡zʲ | t͡ʃ ʲ        | d͡ʒ ʲ        |              |              |                    |                    |
| szczelinowe        | (f ʲ)   | (f ʲ)   | s̪ sʲ   | z̪ zʲ   | ʃ ʲ         | ʒ ʲ         | (xʲ)         | (ɣʲ)         | (x)                | (ɣ)                |
| płynne             | v ʲ     | v ʲ     | ɫ      | ɫ      | r ʲ lʲ      | r ʲ lʲ      | j            | j            |                    |                    |

Każda litewska spółgłoska poza /j/ ma dwa warianty: niespalatalizowany (twardy) i spalatalizowany (zmiękczony) (np. /b/ – /bʲ/, /d/ – /dʲ/, /ɡ/ – /ɡʲ/). Ta cecha łączy litewski z polskim, białoruskim i rosyjskim, ale nie z bliżej spokrewnionym łotewskim. Spółgłoski przed samogłoskami przednimi (/ɪ/, /iː/, /ɛ/, /æː/ i /eː/) oraz innymi spółgłoskami zmiękczonymi i /j/ są zawsze zmiękczone. Przed samogłoskami tylnymi (/äː/, /ɐ/, /oː/, /ɔ/, /uː/ i /ʊ/) spółgłoski również mogą być zmiękczone (zmieniając wymowę niektórych samogłosek, zobacz sekcja „Samogłoski”), co standardowa ortografia zaznacza przez wstawienie litery i między spółgłoskę i samogłoskę (podobnie, jak w polskim), np. noriu [ˈnôːrʲʊ]. Większość twardych i miękkich spółgłosek tworzy pary minimalne (np. šuo [ʃuə] ‘pies’ – šiuo [ʃʲuə] ‘z tym’), więc są niezależnymi fonemami, a nie allofonami.
Spółgłoski /f/, /x/, /ɣ/ i ich spalatalizowane warianty pojawiają się tylko w zapożyczeniach.
[ŋ] pojawia się tylko przed [k] i [ɡ], zaś w innych pozycjach pojawia się tylko [n̪], więc można te głoski traktować jako allofony w dystrybucji komplementarnej. To samo dotyczy ich miękkich odpowiedników, [ŋʲ] (przed [kʲ] i [ɡʲ]) oraz [nʲ] (gdzie indziej).
/ɣ/ jest czasem wymawiane jako [ɦ], ale wymowa [ɣ] jest preferowana, gdyż zmiękczony wariant to zawsze [ɣʲ].
Spółgłoski zwarte są zatrzymane przed innymi zwartymi.

### Samogłoski
Litewski ma sześć samogłosek długich i pięć krótkich (nie licząc wątpliwego fonemu w nawiasie). Długość jest tradycyjnie uważana za cechę dystynktywną, chociaż krótkie samogłoski są też bardziej centralne:
|             | przednie | przednie | centralne | centralne | tylne | tylne |
| ----------- | -------- | -------- | --------- | --------- | ----- | ----- |
| przymknięte | iː       | ɪ        |           |           | ʊ     | uː    |
| średnie     | eː       | (e̞)      |           |           | ɔ     | oː    |
| szerokie    | æː       | ɛ        | ɐ         | äː        |       |       |

Przynajmniej jeden badacz twierdzi jednak, że to rozróżnienie samogłosek luźnych i napiętych jest cechą relewantną lub przynajmniej równie ważną jak długość. Taka hipoteza prowadzi do poniższej tabeli.
|             | przednie | przednie | tylne   | tylne |
| długie      | krótkie  | długie   | krótkie |       |
| ----------- | -------- | -------- | ------- | ----- |
| przymknięte | iː       | ɪ        | uː      | ʊ     |
| średnie     | eː       | ɛ        | oː      | ɔ     |
| otwarte     | æː       | a        | ɐː      | ʌ     |

Obecność krótkiej samogłoski średniej przedniej niezaokrąglonej [e̞] jest dyskutowana, gdyż dźwięk ten jest zastępowany przez wielu, jeśli nie większość Litwinów, samogłoską [ɛ].
W standardowym litewskim samogłoski [äː] i [ɐ] zasadniczo nie mogą być wymawiane po spółgłoskach miękkich (wliczając [j]). W tej pozycji zmieniają się odpowiednio w [æː] i [ɛ]: galia 'pot = gale „na końcu” [ɡɐˈlʲɛ], gilią ‘głęboki’ (B. l.p.) = gilę ‘żołądź’ (B. l.p.) [ˈɡʲɪlʲæː].
Z drugiej strony w codziennej mowie [æː] może zmienić się w [ɛː] (a nawet [äː]), jeśli po samogłosce jest twarda spółgłoska: jachtą ‘jacht’ (B. l.p.) i retas, ‘rzadki’, są często wymawiane [ˈjɛːxt̪äː] i [ˈrʲɛːt̪ɐs̪] (a nawet [ˈjäːxt̪äː] i [ˈrʲäːt̪ɐs̪]) zamiast [ˈjæːxt̪äː] i [ˈrʲæːt̪ɐs̪], gdyż kolejne spółgłoski, [x] i [t̪], są twarde. To zjawisko nie dotyczy krótkich samogłosek.

### Dyftongi
Tradycyjnie przyjmuje się, że litewski ma dziewięć dyftongów, ai, au, ei, eu, oi, ou, ui, ie i uo. Niektóre podejścia (Schmalstieg 1982) traktują je jako sekwencje samogłosek, gdyż dłuższy składnik zależy od typu akcentu, a w dyftongach jest on ustalony.
Litewskie długie akcentowane sylaby mogą mieć ton wznoszący lub opadający. W specjalnej literaturze są oznaczane odpowiednio tyldą [ ̃] i akcentem ostrym [ ́]. Ton jest szczególnie wyraźnie słyszalny w dwugłoskach, gdyż w wypadku tonu rosnącego drugi element jest dłuższy (np. aĩ jest wymawiane [ɐɪ̯ˑ]), a w wypadku malejącego – dłuższy jest pierwszy (np. ái [ä̂ˑɪ̯]) . Pełny zestaw to:
|     | bez akcentu lub cyrkumfleks | akut  |
| --- | --------------------------- | ----- |
| ai  | [ɐɪ̯ˑ]                       | [ä̂ˑɪ̯] |
| ei  | [ɛɪ̯ˑ]                       | [æ̂ˑɪ̯] |
| au  | [ɒʊ̯ˑ]                       | [ä̂ˑʊ̯] |
| eu  | [ɛʊ̯ˑ]                       | [ɛ̂ʊ̯]  |
| iau | [ɛʊ̯ˑ]                       | [ɛ̂ˑʊ̯] |
| ie  | [iə]                        | [îə]  |
| oi  | –                           | [ɔ̂ɪ̯]  |
| ou  | –                           | [ɔ̂ʊ̯]  |
| ui  | [ʊɪ̯ˑ]                       | [ʊ̂ɪ̯]  |
| uo  | [uə]                        | [ûə]  |

### Akcent
Litewski system prozodyczny charakteryzuje się akcentem wolnym i dystynktywną długością. Jego akcentuacja jest czasem opisywana jako prosty system toniczny, nazywany akcentem tonicznym. Oznacza to, że w litewskim słowie akcentowana sylaba wyróżnia się wobec pozostałych tonacją. Sylaba ciężka, zawierająca długą samogłoskę, dyftong lub półspółgłoskę w wygłosie, może mieć ton opadający (akut) lub wznoszący (cyrkumfleks). Lekkie sylaby (z krótkimi samogłoskami i obstruentami w wygłosie) nie wykazują tego kontrastu.
Litewska praktyka leksykograficzna używa trzech diakrytyków do oznaczenia tonu i długości sylaby akcentowanej. Mianowicie:
- Pierwszy (lub jedyny) segment ciężkiej sylaby z tonem opadającym jest oznaczany akcentem ostrym (np. á, ár), chyba że pierwszym elementem jest i lub u po którym następuje tautosylabiczna (w tej samej sylabie) spółgłoska półotwarta. W tym wypadku jest oznaczony akcentem ciężkim (np. ìr, ùr).
- Drugi (lub jedyny) segment ciężkiej sylaby z tonem rosnącym jest oznaczany akcentem przeciągłym (np. ã, ar̃)
- krótka sylaba opadająca jest oznaczona akcentem ciężkim (np. ì, ù).

Litewski ma, jak powiedziano, akcent swobodny, czyli jego pozycja i typ nie są fonetycznie przewidziane i trzeba ich się nauczyć. Ten stan jest odziedziczony z prabałtosłowiańskiego i w mniejszym stopniu praindoeuropejskiego. Litewski cyrkumfleks i akut kontynuują bezpośrednio opozycję cyrkumfleksu i akutu w prabałtosłowiańskim.

### Prawa głosowe i oboczności
Procesy fonetyczne i oboczności w litewskiej fonetyce obejmują diachroniczne zmiany jakościowe fonemów, alternacje, warianty dialektalne, oboczności inflekcyjnych morfemów tej samej kategorii gramatycznej, jednocześnie jakościowe i ilościowe, diachroniczne i synchroniczne.
- Diachroniczne zmiany jakościowe fonemów obejmują zwężenie o /oː/ ← ā i dyftongizację uo ← ō.
- Wśród przykładów oboczności dźwięków inflekcyjnych morfemów tej samej kategorii gramatycznej jest historyczne skrócenie końcówki deklinacyjnej -a w niektórych pozycjach: motina (M. i N. l.p.) ‘matka’ ← *mātina ← *mātinā, *mātinās → motinos (D. l.p.). Synchroniczna wariacje między krótszymi (nowszymi) i dłuższymi (bardziej archaicznymi) końcówkami osobowymi czasowników, zależnie od końcówki: keliu 'podnoszę (coś)' – keliuosi ‘wstaję’ (strona zwrotna); keli ‘podnosisz’ – keli.e.si ‘wstajesz’; keliame ‘podnosimy’ – keliamės ‘wstajemy’.
- Przykładem oboczności jest wymiana między d, t i, odpowiednio, zmiękczonymi dž, č: M. l.p. r.m. pat-s ‘się’, D. l.p. pat-ies, C. l.p. pač-iam; jaučiu ‘czuję’, jauti ‘czujesz’; girdžiu ‘słyszę’, girdi ‘słyszysz’.
- Wariacja między wydłużonym, używanymi w opadającym wydłużonym tonie i krótkimi a i e (tylko jeśli te dźwięki kończą sylabę), oboczność między długim, używanymi w opadającym wydłużonym tonie i krótkim i na końcu słowa zależnie od pozycji akcentu: vãkaras [ˈʋaːkɐrɐs] M. ‘wieczór’, vakarè [ʋɐkɐˈrɛ] Msc. ‘wieczorem’; radinỹs [rɐdɪˈniːs] M. ‘znajdowanie, znalezienie’, rãdinio [ˈraːdɪnʲoː] D. (z ràsti [ˈrɐstɪ] ‘znajdować’); pãtiekalas ‘danie’, patiekalaĩ M. l.mn. (z patiẽkti 'podawać (posiłek)'); vèsti ‘prowadzić; poślubić’ vedìmas (rzeczownik dla działania) vẽdamas (imiesłów) ‘prowadzony; poślubiany’; baltinỹs ‘bielone ubranie’,- baltìnis 'biały; (dial.) białko jaja’ (z baltas ‘biały’).

## Alfabet
Alfabet litewski składa się z 32 liter. Są to:
| A a | Ą ą | B b | C c | Č č | D d | E e | Ę ę |
| Ė ė | F f | G g | H h | I i | Į į | Y y | J j |
| K k | L l | M m | N n | O o | P p | R r | S s |
| Š š | T t | U u | Ų ų | Ū ū | V v | Z z | Ž ž |

ą ę į ų oznaczają dawne samogłoski nosowe, które obecnie wymawia się jako długie samogłoski ustne. Spółgłoski č š ž są odpowiednikami polskich cz, sz ż. Do końca XIX wieku zapisywano je jak po polsku, później wprowadzono obecne litery, które są zapożyczone z języka czeskiego. Samogłoski ū i y oznaczają długie u i i. Litera ė to tzw. wąskie e (e siauroji) – oznacza dźwięk z grubsza pośredni między i a e. Natomiast litera e jest wymawiana z grubsza jak polskie e.
| Grafem | Wymowa (IPA) | Wymowa (IPA) |
| Grafem | Krótkie      | Długie       |
| ------ | ------------ | ------------ |
| a      | ɐ            | äː           |
| ą      |              | äː           |
| e      | ɛ (e̞)        | æː           |
| ę      |              | æː           |
| ė      |              | eː           |
| i      | ɪ            |              |
| į      |              | iː           |
| y      |              | iː           |
| o      | ɔ            | oː           |
| u      | ʊ            |              |
| ų      |              | uː           |
| ū      |              | uː           |

〈o〉 jest krótkie tylko w wyrazach obcych, natomiast 〈a e〉 są zawsze krótkie bez akcentu i pod akcentem w końcówkach -a, -e, -es, w przymiotnikach stopnia wyższego, w zaimkach oraz w wyrazach obcych, a poza tym zwykle długie.
| Grafem | Wymowa (IPA) | Wymowa (IPA) |
| Grafem | Twarde       | Miękkie      |
| ------ | ------------ | ------------ |
| b      | b            | bʲ           |
| c      | t̪͡s̪           | t͡sʲ          |
| č      | t͡ʃ           | t͡ʃʲ          |
| ch     | x            | xʲ           |
| d      | d̪            | dʲ           |
| dz     | d̪͡z̪           | d͡zʲ          |
| dž     | d͡ʒ           | d͡ʒʲ          |
| f      | f            | fʲ           |
| g      | ɡ            | ɡʲ           |
| h      | ɣ            | ɣʲ           |
| j      |              | j            |
| k      | k            | kʲ           |
| l      | ɫ            | lʲ           |
| m      | m            | mʲ           |
| n      | n̪            | nʲ           |
| p      | p            | pʲ           |
| r      | r            | rʲ           |
| s      | s̪            | sʲ           |
| š      | ʃ            | ʃʲ           |
| t      | t̪            | tʲ           |
| v      | v            | vʲ           |
| z      | z̪            | zʲ           |
| ž      | ʒ            | ʒʲ           |

Spółgłoski są zawsze zmiękczone przed 〈e ę ė i į y〉. Przed 〈a ą o u ų ū〉 palatalizacja jest oznaczona przez wstawienie (niewymawianego osobno, podobnie jak w polskim) 〈i〉 między spółgłoskę i samogłoskę.

## Historia
Najstarszy znany tekst w języku litewskim to rękopis modlitw „Ojcze nasz”, „Zdrowaś Maryjo” oraz „Wierzę w Boga” zapisany w egzemplarzu książki „Tractatus sacerdotalis” z 1503 r. Tekst modlitw przytoczony poniżej to transliteracja na współczesną polską ortografię:
- Tewe musu kuris esi Dangwasu szwīskisi wardas tawa athaīki tawa karalistīa buki thawa wala kaīp dunguī theīp szamīaī. Duanu musu wisu dzenu dwaki mumus nu īr athlaīski mumus musu kalthes kaīp īr mes athliaīdzame musu kalczīemus nīewīaski musu szalanu, ale mus gīalbīaki nuagi wisa piktha amen.
- Swīeīka maria mīlistas pīlna dzewas su thawimī pagirtha thu tharpu matheru īr pagirthas gimis szīwata thawa īesus christus.
- Czīkīu īngi dzewa thīawa wisagalinczi darīthaīu dangaws ir szamīas ir ingi [sunu īa wīenothuri] iesu kristu sunu īa wīenathuri panu musu kurīs prasidīaīs esczi szwenthu dwasīu gimis isgi marias mergas kinthis pa panskwaīu pilatu iszpīalatas [uszczīestas] alba uszmusztas anth krīszaws numiris īr pakasthas nuszīngi [pī] pejluasnu, trīaczu dzenu kīalīsi īszgi numirusīu. Czīkīu ingi dwasīu szwenthu, szwenthu basznīczu krīkszczanīu – szwenthuīu Drawgisti athleīdzīmu grechu / kunu īsgi numirusiu kialiimu pa smerczi amszīw szīwanthu[10].

Modlitwy te są dosłownym tłumaczeniem polskich modlitw opublikowanych w 1475 r. w Statuta synodalia episcoporum Wratislaviensium.
Z około 1525 r. pochodzi 20 litewskich glos odnalezionych w książce Johanna Herolta „Liber Discipuli de Eruditione Christifidelium” przechowywanej w Muzeum Narodowym w Krakowie. Są to między innymi sformułowanie: „pakīethīnīmas gīerīeasnīa pradeīma su īsmīntīes padruthīnīmu” (pol. inicjacja lepszej intencji z wymuszoną naradą) i słowa: szwąkumas (pol. szczerość, lit. švankumas), ubagīstė (pol. ubogość), glauda (pol. wesołość), kītrastīs (pol. chytrość).
Literacka wersja języka litewskiego zaczęła się kształtować już od XVI w., kiedy to pojawiły się pierwsze dokumenty w tym języku. Były to przede wszystkim dokumenty o charakterze religijnym, np. „Katechizm” Martynasa Mažvydasa (uznawany za pierwszą książkę w języku litewskim).
W 1568 roku nuncjusz apostolski Giulio Ruggieri w sprawozdaniu do papieża Piusa V opisuje język litewski w następujących słowach: „(Mieszkańcy Królestwa) nie wszyscy jednym językiem mówią... Co zaś do litewskiego, ten całkowicie się różni od dwu poprzednich (polskiego i niemieckiego) i ma wiele zepsutych wyrazów łacińskich, a nigdy w nim dotąd nie pisano. Jakoż kancelaria królewska na Litwie używa ruskiego, co więc czynią i prywatni, których wielu taże zwykło pisywać i po polsku. Na Żmudzi mówią tym samym litewskim, lubo znacznie przeistoczonym językiem, który w innej jeszcze odmianie jest pospolity obok innych po wsiach pruskich, po których żyją szczątki dawnych Prusaków podbitych i zagładzonych dzielnością i orężem Rycerzy Niemieckich. Teraz Prusacy żyją tylko po owych małych wioskach, zachowawszy z dawnego swego bytu zaledwie język”.
W 1582 r. w swoim dziele „Kronika Polska, Litewska, Żmudzka i wszystkiej Rusi” Maciej Stryjkowski podaje różne litewskie wyrazy, m.in.:
- Ruguczis – bóg kisłych i kwaśnych potraw (lit. rūgštis – kwas)
- Seimi Dewos – bóg rodzinny (lit. šeima – rodzina)
- Upinis Dewos – bóg rzek (lit. upė – rzeka)
- Łado didis musu Dewie! – wielki nasz boże Łado!
- Gulbi Dziewos – bóg stróż o białych skrzydłach (lit. gulbė – łabędź)
- Kielu Dziewos – bóg podróży (lit. kelionė – podróż)[14]
- podos – stopa (lit. pėda)
- łaucus – gęsty las (lit. laukas)
- viros – mąż
- kielis – droga
- donos – chleb
- ovis – owca
- pecu – bydło
- duntes – zęby[15]

W 1629 r. (niektórzy twierdzą, że pierwsze wydanie ukazało się już ok. 1620 r.) w Wilnie jezuita Konstanty Szyrwid wydał trójjęzyczny słownik polsko-łacińsko-litewski. Był to pierwszy słownik uwzględniający język litewski.
Do końca XVIII w. język litewski pozostawał językiem ludności wiejskiej, używanym w Kościele jako język pomocniczy. Podlegał on wielkim i nieustannym wpływom gwar białoruskich, później języka polskiego.
Współczesny język litewski usystematyzował w pracach z 1901 i 1919 roku litewski językoznawca Jonas Jablonskis. Za podstawę wziął on kowieńską gwarę auksztocką. Setki polskich wyrazów, występujące w piśmiennictwie starolitewskim, zostały usunięte z nowo utworzonego litewskiego języka literackiego.
Podobnie jak w przypadku wielu języków, pewne cechy reliktowe zachowały się w gwarach leżących poza centrum stosowania języka. Gwary języka litewskiego używane w Polsce w stosunku do innych dialektów częściej zachowują rzeczownikową końcówkę przymiotników. Zachowały też tradycyjną deklinację zaimków przymiotnych. Z drugiej zaś strony są one pod wpływem fonetyki języka polskiego, zwłaszcza w zakresie samogłosek.

## Gramatyka

### Rzeczownik (daiktavardis)
Według obliczeń językoznawców, ok. 3000 spośród współcześnie używanych rzeczowników litewskich to słowa bardzo archaiczne, bezpośrednie kontynuanty formacji prajęzyka indoeuropejskiego. Za odziedziczone z prajęzyka uważa się rzeczowniki z grupy słownictwa podstawowego, w tym nazwy części ciała człowieka (np. akis – oko, ausis – ucho, nosis – nos, dantis – ząb, pilvas – brzuch, širdis – serce), nazwy pokrewieństwa (moteris – kobieta, motina – matka, vyras – mężczyzna, brolis – brat), nazwy otaczającego środowiska (vanduo – woda, ugnis – ogień, laukas – pole, medis – drzewo, naktis – noc) oraz nazwy zwierząt i roślin (avis – owca, kvietys – pszenica, paršas – prosię... itd.).
Rozróżnia się rzeczowniki pospolite i własne. Do nazw własnych należą: nazwy osobowe i miejscowe (imiona, nazwiska, imiona zwierząt i postaci mitycznych, nazwy obiektów geograficznych), nazwy planet i obiektów astronomicznych, nazwy epok (np. Renesansas – renesans, Klasicizmas – klasycyzm), nazwy świąt i nazwy formacji politycznych, organów prasy, marek produktów itp. W przeciwieństwie do języka polskiego nazwy mieszkańców (krajów, regionów, miejscowości) są w języku litewskim rzeczownikami pospolitymi, np. lietuvis, lietuvė (Litwin, Litwinka), lenkas, lenkė (Polak, Polka).
Rzeczowniki litewskie dzielą się na rodzaje męski i żeński oraz odmieniają się przez przypadki i liczby.

#### Rodzaj (giminė)
Rzeczownik litewski może mieć rodzaj męski lub żeński. Wykładnikami formalnymi rodzaju są końcówki.
| Rodzaj | Końcówka | Przykłady                                              |
| ------ | -------- | ------------------------------------------------------ |
| męski  | -as      | namas – dom, pirštas – palec                           |
| męski  | -ias     | kelias – droga, elnias – jeleń, svečias – gość         |
| męski  | -is      | jautis – wół, smėlis – piasek                          |
| męski  | -ys      | obuolys – jabłko, arklys – koń                         |
| męski  | -us      | sūnus – syn, medus – miód, dangus – niebo              |
| męski  | -ius     | vaisius – owoc, sodžius – wieś, direktorius – dyrektor |
| męski  | -uo      | akmuo – kamień, piemuo – pasterz                       |
| żeński | -a       | galva – głowa, duona – chleb, žiema – zima             |
| żeński | -ia      | giria – bór, vyšnia – wiśnia, dalia – los,             |
| żeński | -ė       | žolė – trawa, gėlė – kwiat, bitė – pszczoła            |
| żeński | -is      | širdis – serce, žuvis – ryba                           |

- Jeden wyraz o końcówce -uo ma rodzaj żeński, jest to wyraz sesuo – siostra.
- Końcówka -is jest wspólna i dla rzeczowników rodzaju męskiego, i dla żeńskiego. W ustaleniu ich rodzaju pomaga reguła mówiąca, że większość wyrazów z nieakcentowaną końcówką -is jest rodzaju męskiego, zaś akcentowaną końcówkę -is mają przeważnie rzeczowniki rodzaju żeńskiego.
- W nielicznych przypadkach rzeczowniki o końcówkach rodzaju żeńskiego odnoszą się do osób płci męskiej, np.:
tėtė – tato, dėdė – wujek, barzdyla – brodacz

Końcówki rodzaju żeńskiego mają też niektóre imiona osobowe i nazwiska mężczyzn. Odmieniają się wtedy jak rzeczowniki rodzaju żeńskiego, ale w związkach syntaktycznych wymagają uzgodnienia w rodzaju męskim.
- Istnieje grupa rzeczowników dwurodzajowych, odnoszących się zarówno do osób płci męskiej, jak i żeńskiej. Rzeczowniki te mają najczęściej końcówkę rodzaju żeńskiego i przeważnie pejoratywne znaczenie, np.:
naktibalda – nocny marek, mėmė – fajtłapa, valkata – włóczęga,

#### Liczba (skaičius)

##### Tworzenie liczby mnogiej rzeczowników
| Rodzaj | Końcówka l. pojedynczej | Końcówka l. mnogiej | Przykłady                                             |
| ------ | ----------------------- | ------------------- | ----------------------------------------------------- |
| męski  | -as                     | -ai                 | namas „dom” – namai, pirštas „palec” – pirštai        |
| męski  | -ias                    | -iai                | kelias „droga” – keliai, elnias „jeleń” – elniai      |
| męski  | -is                     | -iai                | jautis „wół” – jaučiai, smėlis „piasek” – smėliai     |
| męski  | -ys                     | -iai                | kambarys „pokój” – kambariai, arklys „koń” – arkliai  |
| męski  | -ius                    | -iai                | vaisius „owoc” – vaisiai, sodžius „wieś” – sodžiai    |
| męski  | -us                     | -ūs                 | sūnus „syn” – sūnūs, medus „miód” – medūs             |
| męski  | -uo                     | -enys               | piemuo „pasterz” – piemenys, akmuo „kamień” – akmenys |
| żeński | -a                      | -os                 | galva „głowa” – galvos, duona „chleb” – duonos        |
| żeński | -ia                     | -ios                | žinia „wieść” – žinios, giria „bór” – girios          |
| żeński | -ė                      | -ės                 | žolė „trawa” – žolės, bitė „pszczoła” – bitės         |
| żeński | -is                     | -ys                 | viltis „nadzieja” – viltys, žuvis „ryba” – žuvys      |
| żeński | -uo                     | -erys               | sesuo „siostra” – seserys                             |

- Liczba podwójna (dviskaita) zachowała się jedynie w niektórych gwarach, a w języku literackim tylko szczątkowo, jak np. w powiedzeniu:
Saldu kaip du medu – dosł. Słodko jak dwa miody
- Niektóre rzeczowniki w języku litewskim są tylko pojedyncze, np.:
a) wyrazy o znaczeniu abstrakcyjnym: drąsa – odwaga, grožis – piękno, šiluma – ciepło, nepriklausomybė – niezależność
b) rzeczowniki oznaczające zbiorowość: augalija – roślinność, laivynas – flota, inteligentija – inteligencja, jaunimas – młodzież
c) nazwy materiałów i substancji: actas – ocet, kava – kawa, betonas – beton, pienas – mleko, cukrus – cukier
i inne

- Tylko w liczbie mnogiej występują rzeczowniki:
a) nazwy przedmiotów kilkuczęściowych: žirklės – nożyce, vartai – wrota, durys – drzwi, akiniai – okulary, marškiniai – koszula, kailiniai – kożuch
b) nazwy niektórych substancji, materiałów, produktów spożywczych: klijai – klej, miltai – mąka, sultys – sok, dujos – gaz, dulkės – kurz, pelenai – popiół
c) nazwy niektórych odcinków czasu: metai – rok, paryčiai – świt, jutrzenka
d) większość świąt i uroczystości: Velykos – Wielkanoc, Joninės – dzień św. Jana, vestuvės – wesele, laidotuvės – pogrzeb, atostogos – urlop
e) nazwy stron świata: rytai – wschód, vakarai – zachód, pietūs – południe
ale: šiaurė – północ (l.poj.)

#### Przypadek (linksnis)
W litewskim języku literackim jest 7 przypadków:
- mianownik (vardininkas) – kas? „kto? co?”
- dopełniacz (kilmininkas) – ko? „kogo? czego?”
- celownik (naudininkas) – kam? „komu? czemu?
- biernik (galininkas) – ką? „kogo? co?”
- narzędnik (įnagininkas) – kuo? „kim? czym?”
- miejscownik (vietininkas) – kame? „dosł. w kim? w czym?” kur? „gdzie?”
- wołacz (šauksmininkas)

W gwarach oraz szczątkowo w języku literackim zachowały się też przypadki przestrzenne:
- wewnętrzne:
  - inessivus (jako jedyny kontynuowany w języku literackim), np.:

vandenyje, vandenyj, vandeny „w wodzie”
  - illativus (formy liczby poj. dość często są używane w mowie potocznej), np.:

vandenin „dosł. w wodę”
miškan „dosł. w las”
- zewnętrzne:
  - adessivus (zachował się jedynie w gwarach), np.:

dukteriep „u córki”
žmoniep „u ludzi”
  - allativus (w języku literackim jest używanych kilka wyrazów w tej formie), np.:

rudeniop „ku jesieni”
vakarop „ku wieczorowi”

W języku litewskim wyróżnia się 5 deklinacji rzeczownikowych.

##### Deklinacja I
Należą do niej rzeczowniki rodzaju męskiego, które w mianowniku liczby pojedynczej mają końcówki -as, -ias, -is, -ys, np.:
kalnas – góra, vėjas – wiatr, elnias – jeleń, brolis – brat, arklys – koń
|     | Liczba pojedyncza | Liczba pojedyncza | Liczba pojedyncza | Liczba pojedyncza | Liczba pojedyncza |
| --- | ----------------- | ----------------- | ----------------- | ----------------- | ----------------- |
| M.  | kalnas            | vėjas             | elnias            | brolis            | arklys            |
| D.  | kalno             | vėjo              | elnio             | brolio            | arklio            |
| C.  | kalnui            | vėjui             | elniui            | broliui           | arkliui           |
| B.  | kalną             | vėją              | elnią             | brolį             | arklį             |
| N.  | kalnu             | vėju              | elniu             | broliu            | arkliu            |
| Ms. | kalne             | vėjyje            | elnyje            | brolyje           | arklyje           |
| W.  | kalne             | vėjau             | elni              | broli             | arkly             |

- Rzeczowniki I deklinacji – nazwy profesji, zawodów, które mają sufiks -toj- i końcówkę -as, np. mokytojas „nauczyciel”, gydytojas „lekarz”, w wołaczu liczby pojedynczej mają końcówkę -au, charakterystyczną dla III paradygmatu.

|     | Liczba mnoga | Liczba mnoga | Liczba mnoga | Liczba mnoga | Liczba mnoga |
| --- | ------------ | ------------ | ------------ | ------------ | ------------ |
| M.  | kalnai       | vėjai        | elniai       | broliai      | arkliai      |
| D.  | kalnų        | vėjų         | elnių        | brolių       | arklių       |
| C.  | kalnams      | vėjams       | elniams      | broliams     | arkliams     |
| B.  | kalnus       | vėjus        | elnius       | brolius      | arklius      |
| N.  | kalnais      | vėjais       | elniais      | broliais     | arkliais     |
| Ms. | kalnuose     | vėjuose      | elniuose     | broliuose    | arkliuose    |
| W.  | kalnai       | vėjai        | elniai       | broliai      | arkliai      |

##### Deklinacja II
Do II deklinacji należą rzeczowniki rodzaju żeńskiego, które w mianowniku l. poj. mają końcówki -a, -ia, -ė, np.:
liepa – lipa, žinia – wieść, nowina, žolė – trawa
| M.  | liepa   | žinia   | žolė   |
| D.  | liepos  | žinios  | žolės  |
| C.  | liepai  | žiniai  | žolėi  |
| B.  | liepą   | žinią   | žolę   |
| N.  | liepa   | žinia   | žole   |
| Ms. | liepoje | žinioje | žolėje |
| W.  | liepa   | žinia   | žole   |

- Według paradygmatu II odmieniają się również rzeczowniki dwurodzajowe z końcówką rodzaju żeńskiego.
- Nazwiska męskie z końcówkami mianownika l. poj. -a, -ia i -ė odmieniają się w liczbie pojedynczej według paradygmatu II deklinacji, zaś w liczbie mnogiej według deklinacji I.

|     | Liczba mnoga | Liczba mnoga | Liczba mnoga |
| --- | ------------ | ------------ | ------------ |
| M.  | liepos       | žinios       | žolės        |
| D.  | liepų        | žinių        | žolių        |
| C.  | liepoms      | žinioms      | žolėms       |
| B.  | liepas       | žinias       | žoles        |
| N.  | liepomis     | žiniomis     | žolėmis      |
| Ms. | liepose      | žiniose      | žolėse       |
| W.  | liepos       | žinios       | žolės        |

##### Deklinacja III
Należą do niej rzeczowniki z końcówką -is, w większości rodzaju męskiego i kilka rodzaju żeńskiego, np.:
akis (r. ż.) – oko, dantis (r. m.) – ząb
|     | Liczba pojedyncza | Liczba pojedyncza | Liczba mnoga | Liczba mnoga |
| --- | ----------------- | ----------------- | ------------ | ------------ |
| M.  | akis              | dantis            | akys         | dantys       |
| D.  | akies             | danties           | akių         | dantų        |
| C.  | akiai             | dančiui           | akims        | dantims      |
| B.  | akį               | dantį             | akis         | dantis       |
| N.  | akimi             | dantimi           | akimis       | dantimis     |
| Ms. | akyje             | dantyje           | akyse        | dantyse      |
| W.  | akie              | dantie            | akys         | dantys       |

##### Deklinacja IV
Należą do niej rzeczowniki rodzaju męskiego z końcówkami -us, -ius, np.:
sūnus – syn, vaisius – owoc
|     | Liczba pojedyncza | Liczba pojedyncza | Liczba mnoga | Liczba mnoga |
| --- | ----------------- | ----------------- | ------------ | ------------ |
| M.  | sūnus             | vaisius           | sūnūs        | vaisiai      |
| D.  | sūnaus            | vasiaus           | sūnų         | vaisių       |
| C.  | sūnui             | vaisiui           | sūnums       | vaisiams     |
| B.  | sūnų              | vaisių            | sūnus        | vaisius      |
| N.  | sūnumi            | vaisiumi          | sūnumis      | vaisiais     |
| Ms. | sūnuje            | vaisiuje          | sūnuose      | vaisiuose    |
| W.  | sūnau             | vaisiau           | sūnūs        | vaisiai      |

##### Deklinacja V
Do V deklinacji należą rzeczowniki z końcówką -uo rodzaju męskiego, np.:
akmuo – kamień, šuo – pies
oraz dwa rzeczowniki rodzaju żeńskiego:
sesuo – siostra, duktė – córka
|     | Liczba pojedyncza | Liczba pojedyncza | Liczba pojedyncza | Liczba pojedyncza |
| --- | ----------------- | ----------------- | ----------------- | ----------------- |
| M.  | akmuo             | šuo               | sesuo             | duktė             |
| D.  | akmens            | šuns              | sesers            | dukters           |
| C.  | akmeniui          | šuniui            | seseriai          | dukteriai         |
| B.  | akmenį            | šunį              | seserį            | dukterį           |
| N.  | akmenimi          | šunimi            | seserimi          | dukterimi         |
| Ms. | akmenyje          | šunyje            | seseryje          | dukteryje         |
| W.  | akmenie           | šunie             | seserie           | dukterie          |

|     | Liczba mnoga | Liczba mnoga | Liczba mnoga | Liczba mnoga |
| --- | ------------ | ------------ | ------------ | ------------ |
| M.  | akmenys      | šunys        | seserys      | dukterys     |
| D.  | akmenų       | šunų         | seserų       | dukterų      |
| C.  | akmenims     | šunims       | seserims     | dukterims    |
| B.  | akmenis      | šunis        | seseris      | dukteris     |
| N.  | akmenims     | šunimis      | seserimis    | dukterimis   |
| Ms. | akmenyse     | šunyse       | seseryse     | dukteryse    |
| W.  | akmenys      | šunys        | seserys      | dukterys     |

### Przymiotnik (būdvardis)
Przymiotniki litewskie odmieniają się przez przypadki, liczby i rodzaje.

#### Rodzaj i liczba
Tabela końcówek rodzajowych przymiotników:
| Rodzaj | Liczba pojedyncza | Przykłady                                                     | Rodzaj | Liczba mnoga | Przykłady                                                     |
| ------ | ----------------- | ------------------------------------------------------------- | ------ | ------------ | ------------------------------------------------------------- |
| męski  | -as               | baltas – biały, geltonas – żółty                              | męski  | -i           | balti – biali, geltoni – żółci, dideli – duzi                 |
| męski  | -ias              | žalias – zielony, kurčias – głuchy                            | męski  | -i           | žali – zieloni, kurti – głusi                                 |
| męski  | -is               | didelis – duży, auksinis – złoty, tamsiaplaukis – ciemnowłosy | męski  | -iai         | auksiniai – złoci, tamsiaplaukiai – ciemnowłosi               |
| męski  | -us               | puikus – wspaniały, sunkus – ciężki, baisus – straszny        | męski  | -ūs          | puikūs – wspaniali, sunkūs – ciężcy, baisūs – straszni        |
| żeński | -a                | balta – biała, geltona – żółta                                | żeński | -os          | baltos – białe, geltonos – żółte                              |
| żeński | -ia               | žalia – zielona, kurčia – głucha                              | żeński | -ios         | žalios – zielone, kurčios – głuche,                           |
| żeński | -ė                | didelė – duża, auksinė – złota, tamsiaplaukė – ciemnowłosa    | żeński | -ės          | didelės – duże, auksinės – złote, tamsiaplaukės – ciemnowłose |
| żeński | -i                | puiki – wspaniała, sunki – ciężka, baisi – straszna           | żeński | -ios         | puikios – wspaniałe, sunkios – ciężkie, baisios – straszne    |

- Oprócz form rodzajów męskiego i żeńskiego, we współczesnym języku litewskim zachowały się szczątki rodzaju nijakiego przymiotników jakościowych. Przymiotniki rodzaju nijakiego mają końcówki -a, -ia i -u, np.

balta – białe, žalia – zielone, puiku – wspaniałe
Formy przymiotnikowe rodzaju nijakiego są tłumaczone na język polski jako przysłówki, jednak w języku litewskim nigdy przysłówków nie zastępują. Są używane m.in. w zdaniach bezpodmiotowych w funkcji orzecznika, np.:
Šiandien labai šalta. – Dzisiaj było zimno.
Ar tau čia nebaisu? – Czy ci tutaj nie strasznie?
W języku litewskim istnieją również przymiotniki zaimkowe (įvardžiuatiniai būdvardžiai), powstałe jako złożenia przymiotników z zaimkami, np. gražus + jis (on) – gražusis „ten piękny”, graži + ji (ona) – gražioji „ta piękna”. Oczywiście nie wszystkie przymiotniki mogą być używane w formach zaimkowych, od przymiotników relacyjnych ani o rodzaju nijakim nie tworzy się ich.
Zdrobnienia litewskich przymiotników najczęściej tworzy się za pomocą przyrostków -utis (-utė- r.ż.), -ytis (-ytė), -ukas (-ukė), np. saldus – saldutis „słodziutki”, plonas – plonytis „cieniutki”, maža – mažulė „malutka”.

#### Stopniowanie przymiotników (būdvardžių laipsniavimas)
W języku litewskim są trzy podstawowe stopnie przymiotników: równy, wyższy i najwyższy. Formy stopnia wyższego i najwyższego są tworzone regularnie od tematu formy w stopniu równym. W języku litewskim nie ma charakterystycznego dla języka polskiego i wielu innych języków supletywizmu form najczęściej używanych przymiotników, np.:
lit. geras – geresnis
pol. dobry – lepszy

##### Forma stopnia wyższego
Stopień wyższy jest tworzony przyrostkiem -esnis od przymiotników rodzaju męskiego i -esnė od przymiotników rodzaju żeńskiego, np.:
mažas – mažesnis, maža – mažesnė
mały – mniejszy, mała – mniejsza
žalias – žalesnis, žalia – žalesnė
zielony – zieleńszy, zielona – zieleńsza
didis – didesnis, didi – didesnė
wielki – większy, wielka – większa

##### Forma stopnia najwyższego
Stopień najwyższy jest tworzony za pomocą przyrostków -iausias (rodzaj męski) i -iausia (rodzaj żeński), np.:
mažas – mažesnis – mažiausias
maža – mažesnė – mažiausia
žalias – žalesnis – žaliausias
žalia – žalesnė – žaliausia
Oprócz trzech podstawowych istnieje też stopień tworzony przyrostkami -ėlesnis, -ėlesnė. Formy tego stopnia wyrażają mniejsze natężenie cechy niż forma stopnia wyższego, ale większe niż stopnia równego.

#### Odmiana przymiotników
W języku litewskim wyróżnia się trzy paradygmaty deklinacyjne przymiotników.
Rodzaj męski:
| Liczba pojedyncza | Liczba pojedyncza | Liczba pojedyncza | Liczba pojedyncza | Liczba pojedyncza | Liczba pojedyncza |
|                   | Deklinacja I      | Deklinacja I      | Deklinacja II     | Deklinacja III    | Deklinacja III    |
| ----------------- | ----------------- | ----------------- | ----------------- | ----------------- | ----------------- |
| M.                | jaunas            | žalias            | gražus            | didelis           | stiklinis         |
| D.                | jauno             | žalio             | gražaus           | didelio           | stiklinio         |
| C.                | jaunam            | žaliam            | gražiam           | dideliam          | stikliniam        |
| B.                | jauną             | žalią             | gražų             | didelį            | stiklinį          |
| N.                | jaunu             | žaliu             | gražiu            | dideliu           | stikliniu         |
| Ms.               | jauname           | žaliame           | gražiame          | dideliame         | stikliniame       |
| W.                | jaunas            | žalias            | gražus            | dideli            | stiklini          |

### Zaimek (įvardis)
W formie grzecznościowej, zwracając się do osoby starszej lub z którą łączy nas niewielki stopień znajomości itp., używa się zaimka jūs w połączeniu z czasownikiem w liczbie mnogiej, np. Pone profesoriau, labai malonu Jus matyti – Panie profesorze, bardzo miło Pana widzieć. Tę samą, grzecznościową funkcję, może pełnić również wyraz tamsta, będący skróconą formą zwrotu „tavo mylista” (wasza miłość), np. Seniai tamsta pas mus sveciavaisi – dawno Pan u nas nie gościł. Współcześnie jednak zwrot z tym wyrazem zaczyna być już odbierany trochę przestarzale, najczęściej więc używa się w tej funkcji zaimka jūs.
| ja      | aš      | my       | mes      |
| ty      | tu      | wy       | jūs      |
| on, ona | jis, ji | oni, one | jie, jos |

Zachowane zostały też formy liczby podwójnej: mudu – my dwaj, mudvi- my dwie, judu, judvi – wy dwoje/dwie, juodu- oni oboje, jiedvi- one obie.
Do zaimków dzierżawczych należą: manas, mana – mój(-a), tavas, tava – twój(-a), savas, sava – swój(-a), jo, jos – jego, jej, mūsų – nasz, jūsų – wasz, jų – ich. Zwykle w języku potocznym zamiast literackiego „manas” i „tavas” używa się skróconych form mano i tavo, np. Tai mano brolis ir mano sesuo- to mój brat i moja siostra.

### Czasownik
System czasowników w języku litewskim jest bardzo rozbudowany i wyróżnia się wielością form – posiada aż trzynaście imiesłowów. Ponadto czasowniki dzielą się tak jak w polskim na dokonane oraz niedokonane, i jak wszystkie języki indoeuropejskie na przechodnie i nieprzechodnie.

#### Czasy
- Czas teraźniejszy (esamasis laikas)- wyraża czynność równoczesną z chwilą rozmowy, np. Jis visą vakarą sėdi prie kompiuterio- on cały wieczór siedzi przy komputerze. Negację tworzy się przez dodanie przedrostku ne-, np. dirba – nedirba „nie pracuje”. Zwrotność wyraża formant -s, np. rengti „ubierać” – rengtis „ubierać się”, lenkti „zginać” – lengtis „zginać się”.

Odmiana czasownika būti – być.
| Liczba poj. | Liczba poj. | Liczba mnoga | Liczba mnoga |
| ----------- | ----------- | ------------ | ------------ |
| aš          | esu         | mes          | esame        |
| tu          | esi         | jūs          | esate        |
| jis, ji     | yra         | jie, jos     | yra          |

Bezokoliczniki są zakończone na -ti. Końcówki koniugacyjne:
| aš      | -(i)u | mes      | -me |
| tu      | -i    | jūs      | -te |
| jis, ji | -Ø    | jie, jos | -Ø  |

np. tikėti – tikiu, tiki, tiki, tikime, tikite, tiki „wierzyć”
nešti – nešu, neši, neša, nešame, nešate, neša „nieść”
- Czas przeszły jednokrotny (būtasis kartinis laikas) – wyraża czynność, która odbyła się lub trwała i zakończyła przed momentem rozmowy, np. Mano draugas jau atvažiavo – mój kolega już przyjechał. Może być też używany przy opisywaniu stanu o nieokreślonym czasie trwania, np. Ežeras ir upė buvo tarp miškų- jezioro i rzeka znajdowały się (dosł. były) wśród lasów.
- Czas przeszły wielokrotny (būtasis dažninis laikas) – używa się go, kiedy mowa o czynności powtarzającej się w przeszłości, ale nieokreśloną liczbę razy, np. Kas vasarą važiuodavome prie jūros- co lato jeździliśmy nad morze. Formy osobowe są tworzone od tematu czasownika za pomocą formantu -dav(o)-, np. groti – grodavome „graliśmy, grywaliśmy”.
- Czas przyszły (būsimasis laikas) – tworzony za pomocą formantu -s(i)- i końcówek osobowych, np. miegoti „spać” – miegosiu.
- Czasy złożone równoległe (sudėtiniai pradėtiniai laikai) – wyrażają czynność zaczętą przed rozpoczęciem innej czynności i trwającą równocześnie z nią. Są tworzone za pomocą czasownika posiłkowego būti oraz imiesłowów czynnych czasu teraźniejszego, np. Juras jau buvo beatkeliąs atvykstantiems vartus, bet juos vėl privėrė- Juras już zamierzał otworzyć przybywającym bramę (dosł. był otwierający dla przybywających bramę), ale ją znów przymknął.
- Czasy złożone uprzednie (sudėtiniai atliktiniai laikai) – wyrażają stan, będący rezultatem wcześniejszych czynności, związany z konkretnym momentem teraźniejszości, przyszłości lub przeszłości. Tworzony jest z czasownika posiłkowego būti i imiesłowu czynnego czasu przeszłego jednokrotnego, np. Aš jau esu girdėjusi jį dainuojant- ja już słyszałam, jak on śpiewa (dosł. jestem już usłyszawszy jego śpiewając).

#### Tryby (nuosakos)
- Tryb rozkazujący (liepiamoji nuosaka) – można go utworzyć dla 2. osoby l. poj. i 1. i 2. osoby l. mnogiej, za pomocą końcówek: tu- -k(i), mes- -kime, jūs- -kite, np.:
mokyti ‘uczyć’ – mokyk ‘ucz’, mokykis ‘ucz się’, mokykime – ‘uczmy’, mokykimės- ‘uczmy się’, mokykite – ‘uczcie’, mokykitės – ‘uczcie się’.

- Tryb przypuszczający (tariamoji nuosaka) – wyrażany za pomocą końcówek: aš- -čiau, tu- -tum, -tumei, jis, ji- -tų, mes- -tume, -tumėme, jūs- -tute, -tumėte, jie, jos- -tų. W mowie potocznej częściej używa się krótszego formantu dla 2. osoby liczby poj. i mnogiej. Np. Jei turėtume savo laivą, apiplauktume juo visą žemę – jeśli mielibyśmy własny statek, opłynęlibyśmy na nim całą ziemię.

- Tryb nieświadka (netiesioginė nuosaka) – używa się go, gdy chcemy podkreślić, że przekazywana informacja pochodzi z innego źródła niż nasze, gdy wyrażamy własną opinię o czynności tylko na podstawie jej rezultatów oraz gdy chcemy wyrazić zaskoczenie lub zdziwienie jakąś nagle spostrzeżoną czynnością.

### Liczebnik (skaitvardis)
Odpowiada na pytanie Keli?, Kelios? – ile?, Kelintas?, Kelinta? – który (-a)?.
| liczebnik | litewski           |
| --------- | ------------------ |
| 1         | vienas             |
| 2         | du, dvi            |
| 3         | trys               |
| 4         | keturi, keturios   |
| 5         | penki, penkios     |
| 6         | šeši, šešios       |
| 7         | septyni, septynios |
| 8         | aštuoni, aštuonios |
| 9         | devyni, devynios   |
| 10        | dešimt             |
| 11        | vienuolika         |
| 12        | dvylika            |
| 13        | trylika            |
| 14        | keturiolika        |
| 15        | penkiolika         |
| 16        | šešiolika          |
| 17        | septyniolika       |
| 18        | aštuoniolika       |
| 19        | devyniolika        |
| 20        | dvidešimt          |
| 30        | trisdešimt         |
| 40        | keturiasdešimt     |
| 50        | penkiasdešimt      |
| 60        | šešiasdešimt       |
| 70        | septyniasdešimt    |
| 80        | aštuoniasdešimt    |
| 90        | devyniasdešimt     |
| 100       | šimtas             |
| 1000      | tūkstantis         |

### Słowotwórstwo

#### Nazwy wykonawców czynności (veikėjų pavadinimai)
W języku litewskim nazwy wykonawców czynności oraz profesji, zawodów są tworzone przyrostkami przeważnie od tematu czasownika.
Najczęściej używanymi przyrostkami są:
- -tojas, -toja
gydy- ti „leczyć” – gydytojas „lekarz”, gydytoja „lekarka”
moky- ti „uczyć” – mokytojas' „nauczyciel”, mokytoja „nauczycielka”
mokė- ti „płacić” – mokėtojas „płatnik”, mokėtoja „płatniczka”
- -ėjas, -ėja
glob- oti „opiekować się” – globėjas „opiekun”, globėja „opiekunka”
kirp- ti „strzyc” – kirpėjas „fryzjer”, kirpėja „fryzjerka”
- -lys, -lė
pirk- ti „kupować” – pirklys „kupiec”
- -ovas, -ovė
vald- yti „władać” – valdovas „władca”, valdovė „władczyni”
- -inys, -inė
mok- yti „uczyć” – mokinys „uczeń”, mokinė „uczennica”
ting- ėti „lenić się” – tinginys „leń”
- -ikas, -ikė
bėg- ti „biec” – bėgikas „biegacz”, bėgikė „biegaczka”
plauk- ti „pływać” – plaukikas „pływak”, plaukikė „pływaczka”
- -ininkas, -ininkė (dodawane do tematów rzeczowników)
darb- as „praca” – darbininkas „pracownik”, darbininkė „pracowniczka”
krepš- ys „kosz” – krepšininkas „koszykarz – sportowiec”, krepšininkė „koszykarka – sportsmenka”

#### Nazwy narzędzi (įrankių pavadinimai)
- -tuvas
lėk- ti „lecieć” – lėktuvas „samolot”
šau- ti „strzelać” – šautuvas „strzelba”
- -tuvė
kep- ti „smażyć” – keptuvė „patelnia”
trin- ti „trzeć” – trintuvė „tarka”
- -iklis
jung- ti „włączać” – jungiklis „wyłącznik”
var- yti „napędzać” – variklis „motor”
- -klas
gin- ti „bronić” – ginklas „broń”
turė- ti „trzymać” – turėklas „poręcz”
- -yklė
taup- yti „oszczędzać” – taupyklė „skarbonka”
rod- yti „wskazywać” – rodyklė „strzałka”

#### Nazwy miejsc (vietų pavadinimai)
Do najczęstszych przyrostków należą:
- -ynas (rzeczowniki z tym przedrostkiem mają znaczenie skupiska rzeczy, przedmiotów)
berž- as „brzoza” – beržynas „las brzozowy”
knyg- a „książka” – knygynas „księgarnia”
vynuog- ė „winogrono” – vynougynas „plantacja winogron, winnica”
- -ynė
maud- ytis „kąpać się” – maudynė „kąpielisko”
- -inė
pelen- ai „popiół” – peleninė „popielniczka”
pinig- as „pięniądz” – piniginė „portfel”
plyt- a „cegła” – plytinė „cegielnia”
vaist- ai „leki” – vaistinė „apteka”
- -uma
dyk- as „pusty” – dykuma „pustynia”
saus- as „suchy” – sausuma „ląd”
- -ystė
karal- ius „król” – karalystė „królestwo”
vyskup- as „biskup” – vyskupystė „biskupstwo”
- -ykla
kirp- ti „ścinać” – kirpykla „fryzjer”
mok- yti „uczyć” – mokykla „szkoła”
plau- ti „myć” – plovykla „myjnia”

## Kilka zwrotów w języku litewskim
| Lietuviškai             | po litewsku                 |
| laba diena              | dzień dobry                 |
| prašau, prašom          | proszę                      |
| ačiū, dėkui             | dziękuję                    |
| kiek?                   | ile                         |
| taip                    | tak                         |
| ne                      | nie                         |
| atsiprašau              | przepraszam                 |
| nesuprantu              | nie rozumiem                |
| (ar) kalbate angliškai? | Mówi Pan/Pani po angielsku? |
| Kur yra...?             | Gdzie jest...?              |
| lenkiškai               | po polsku                   |
| Esu lenkas. (lenkė)     | Jestem Polakiem. (Polką)    |
| Mano vardas...          | Nazywam się...              |